# 圣依西多禄
圣依西多禄（西班牙語：San Isidro 或 San Isidoro de Sevilla，560年—636年）有时翻译为伊西多尔，是西班牙6世纪末7世纪初的教会圣人，神学家。
依西多禄生于西班牙地中海沿岸城市卡塔赫纳，两个哥哥皆为主教。他曾长期担任塞维亚總主教，劝化西哥德人归化天主教。著有20卷的类百科全书《词源》，历史学著作《哥德族历史》，自然科学著作《天文学》、《自然地理》等许多作品。636年，逝世于塞维亚。1722年被封为教會圣师。

## 作品

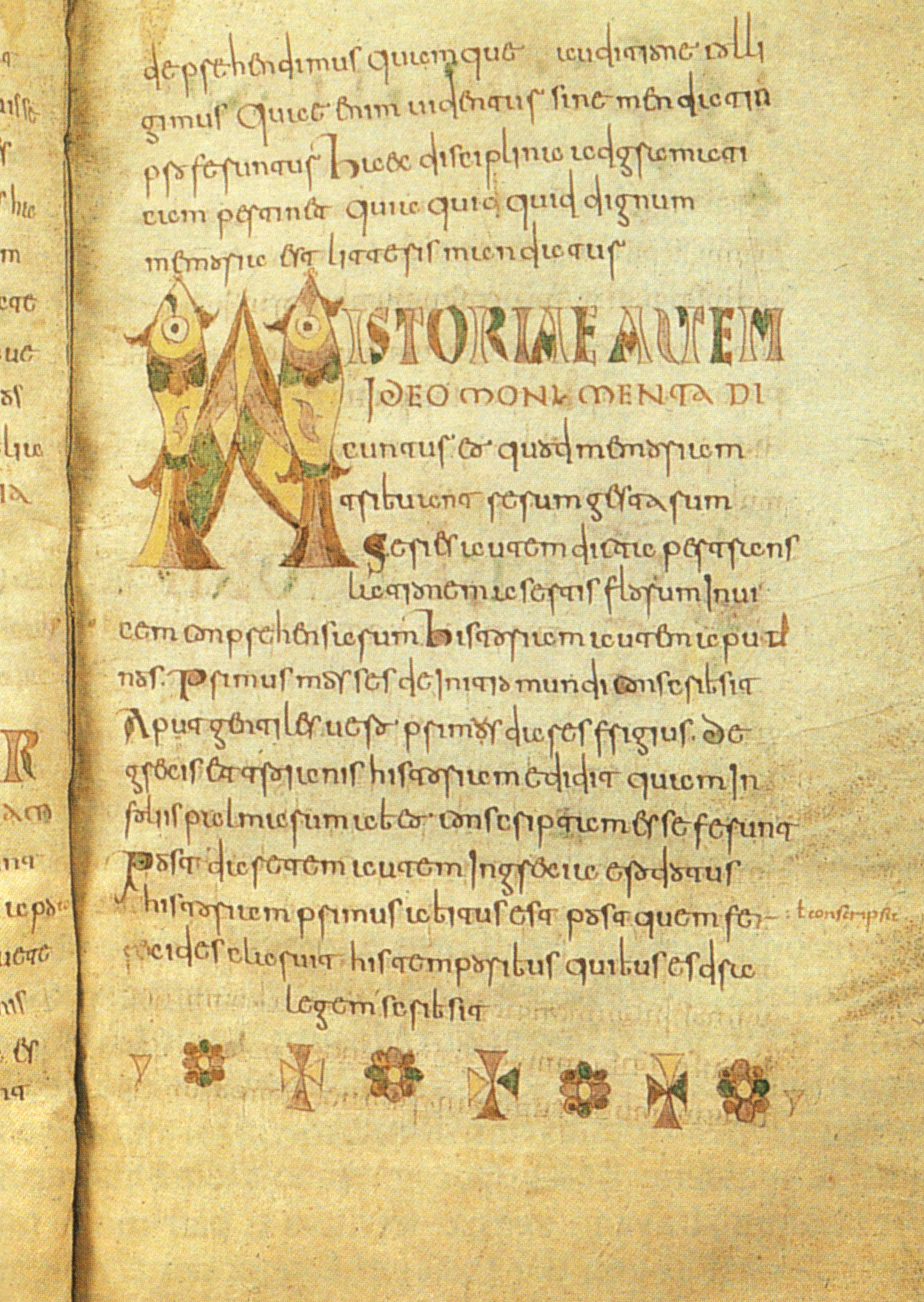
《词源》的其中一页, 卡洛林王朝手稿(八世纪), 位于布鲁塞尔比利时皇家图书馆